# Южная Песчанка
Южная Песчанка (Песчанка) — река в России, течёт по территории Мезенского района Архангельской области и Заполярного района Ненецкого автономного округа. Устье реки находится в 69 км по левому берегу реки Лофтура. Длина реки составляет 42 км.

## Данные водного реестра
По данным государственного водного реестра России относится к Двинско-Печорскому бассейновому округу, водохозяйственный участок реки — Мезень от водомерного поста деревни Малонисогорская и до устья. Речной бассейн реки — Мезень.
Код объекта в государственном водном реестре — 03030000212103000050206.